# 源洋子
源 洋子（みなもと ようこ、1967年7月18日 - ）は、大阪府豊中市出身の射撃選手。コーチ。1988年ソウルオリンピック・1992年バルセロナオリンピック・1996年アトランタオリンピック代表。日本大学卒業。

## 略歴
- 1987年 世界エアガン選手権ブダペスト大会Jrで1位。
- 1988年ソウルオリンピックで初のオリンピック出場。エアライフルで17位。
- 1992年バルセロナオリンピック出場。エアライフルで39位。スモール・ボア・ライフル3姿勢で34位。いずれも予選での成績である。
- 1996年アトランタオリンピックのエアライフルで39位。スモール・ボア・ライフル3姿勢で26位。いずれも予選での成績である。